# Mistrovství České republiky v cyklokrosu 2004
Mistrovství České republiky v cyklokrosu 2004 se konalo 11. ledna 2004 v Plzni.
Mistrovství bylo 8 a zároveň posledním závodem sezony 2003/04 českého poháru v cyklokrosu. Závodu se zúčastnili závodníci kategorií elite a do 23 let. Okruh závodu 2 500 m a závodníci ho absolvovali jedenáctkrát. Ze 34 účastníků ho 13 nedokončilo.

## Přehled
| Poř.             | Jméno           | Čas         |
| ---------------- | --------------- | ----------- |
| Zlatá medaile    | Kamil Ausbuher  | 58:47 min   |
| Stříbrná medaile | Martin Zlámalík | + 00:17 min |
| Bronzová medaile | Radomír Šimůnek | + 00:23 min |
| 4                | Petr Dlask      | +00:27 min  |
| 5                | Václav Ježek    | + 00:39 min |
| 6                | Tomáš Tunscha   | + 00:55 min |